# دوک بزرگ

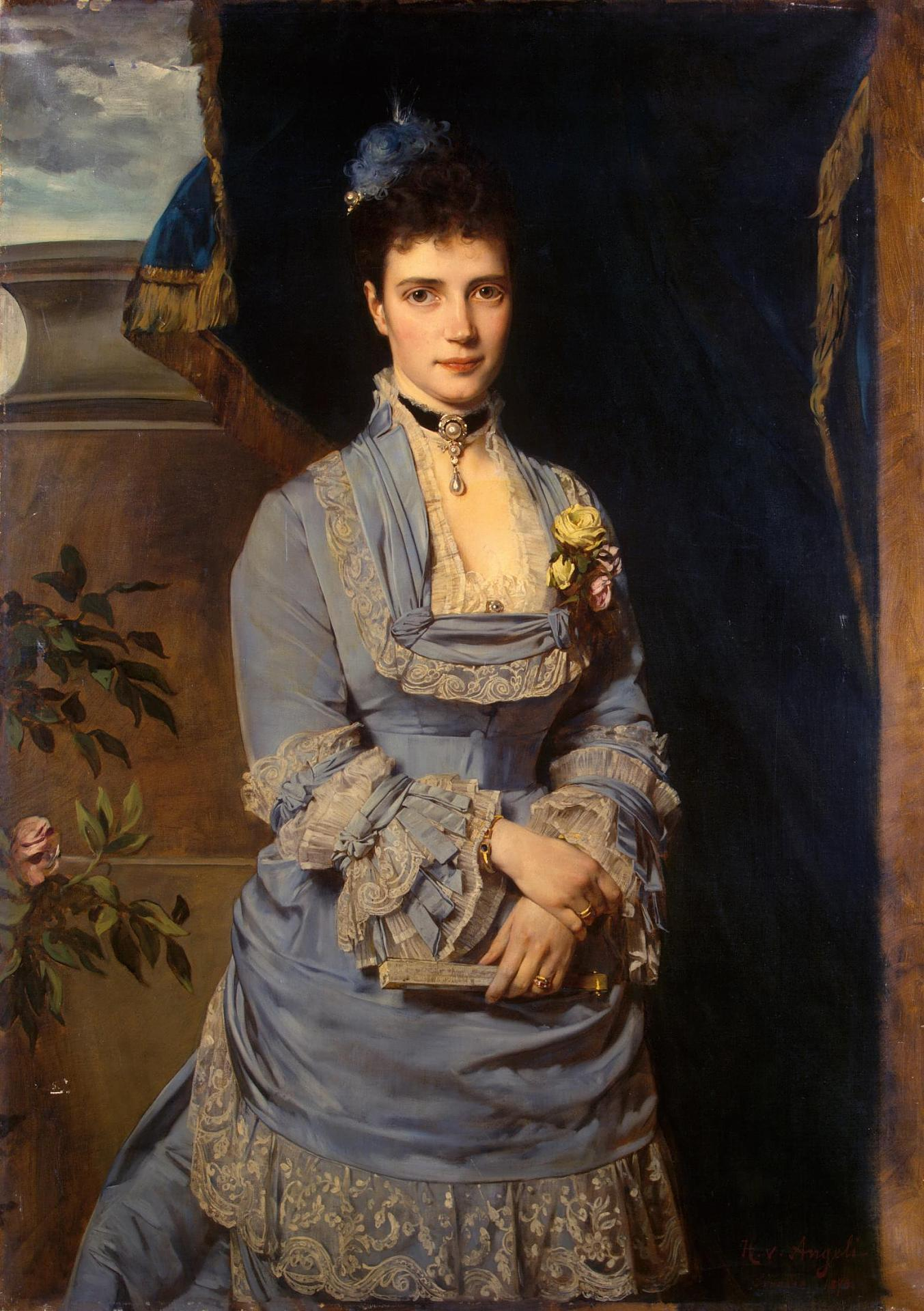
چهره‌نگار دوشس بزرگ ماریا فیودوروونا در موزه آرمیتاژ

عنوان دوک بزرگ در غرب اروپا به ویژه آلمان و ایتالیا برای حاکم (شهریار) استانها به کار گرفته می‌شده است. مثلاً دوک بزرگ توسکانی در فاصله سالهای ۱۵۶۹ تا ۱۸۶۰ میلادی یا دوک بزرگ بادن در فاصله سالهای ۱۸۱۵ تا ۱۹۱۸ میلادی. در حال حاضر تنها در کشور لوکزامبورگ است که هنوز (از ۱۸۱۵ تا کنون) از این عنوان برای رئیس دولت استفاده می‌شود.
مقام دوک بزرگ دستوراً زیر نظر پادشاه است اما مقام آن از دوک فرمانروا (sovereign duke) بالاتر است. از نگاهی دیگر در زبان‌هایی که بین فرزندان پادشاه با شاهزادگان حاکم، تفاوتی قائل نشده‌اند، دوک بزرگ ترجمه معمول شاهزاده بزرگ به حساب می‌آید. در زبان‌های انگلیسی و فرانسوی نیز دوک بزرگ را به همین شیوه استفاده می‌کنند. ترجمه عنوان دوک بزرگ، شاهزاده بزرگ است.
فرم زنانه دوک بزرگ، دوشس بزرگ یا پرنسس بزرگ است.